# 楚囚之詩
楚囚之詩（そしゅうのし）は、北村透谷の長編詩。16節342行からなり、大日本帝国憲法が発布された1889年（明治22年）に自費出版された。日本語で書かれた自由律の長編叙事詩としては最初のものとされ、森鴎外らの訳詩集『於母影』や、新体詩を含む宮崎湖処子の『帰省』に先立つ近代ロマン派の詩書として評価されている。

## 概要
バイロンの「シオンの囚人」に影響を受け、思想犯が獄中に捕らわれた苦しみと、大赦で解放されるまでを描く。これは自由民権運動のかつての仲間が大阪事件で入獄された件や、1889年2月11日の大日本帝国憲法発布による恩赦での国事犯の解放といった事実を反映しているとされる。
なお「楚囚」とは春秋左氏伝 成公九年の故事に由来する言葉で、晋の国に捕らわれても故郷への思いを忘れない楚の国の人、転じて、異国において望郷の念を抱く人を意味する。

## 詩集について
詩集は1889年（明治22）年4月9月、本名の北村門太郎の名義で出版された。しかし透谷の4月12日の日記に「餘りに大膽に過ぎたるを慚愧したれば、急ぎ書肆に走りて中止することを頼み、直ちに印刷せしものを切りほぐしたり」とあるように、あまりに大胆すぎると恥じて本を回収したとされる。1902年（明治35年）に最初の透谷全集が出たときは、日記のなかに綴じ込まれていたものを元として「楚囚之詩」が掲載された。
自費出版本は一般にはほとんど流通せず、残っていないと思われていたが、1930年（昭和5年）、白木屋での古書即売展において早稲田大学の学生によって発見された。その後も数冊発見されている。